# Asthenorhina
Asthenorhina is een geslacht van kevers uit de familie bladsprietkevers (Scarabaeidae). Het geslacht werd voor het eerst wetenschappelijk beschreven in 1843 door Westwood.

## Soorten
- Asthenorhina buchholzi Gerstäcker, 1882
- Asthenorhina dohrni Gerstäcker, 1882
- Asthenorhina hulstaerti Burgeon, 1932
- Asthenorhina perbeti Alexis & Delpont, 2000
- Asthenorhina stanleyana Westwood, 1890
- Asthenorhina turneri Westwood, 1843